# Horní Egypt

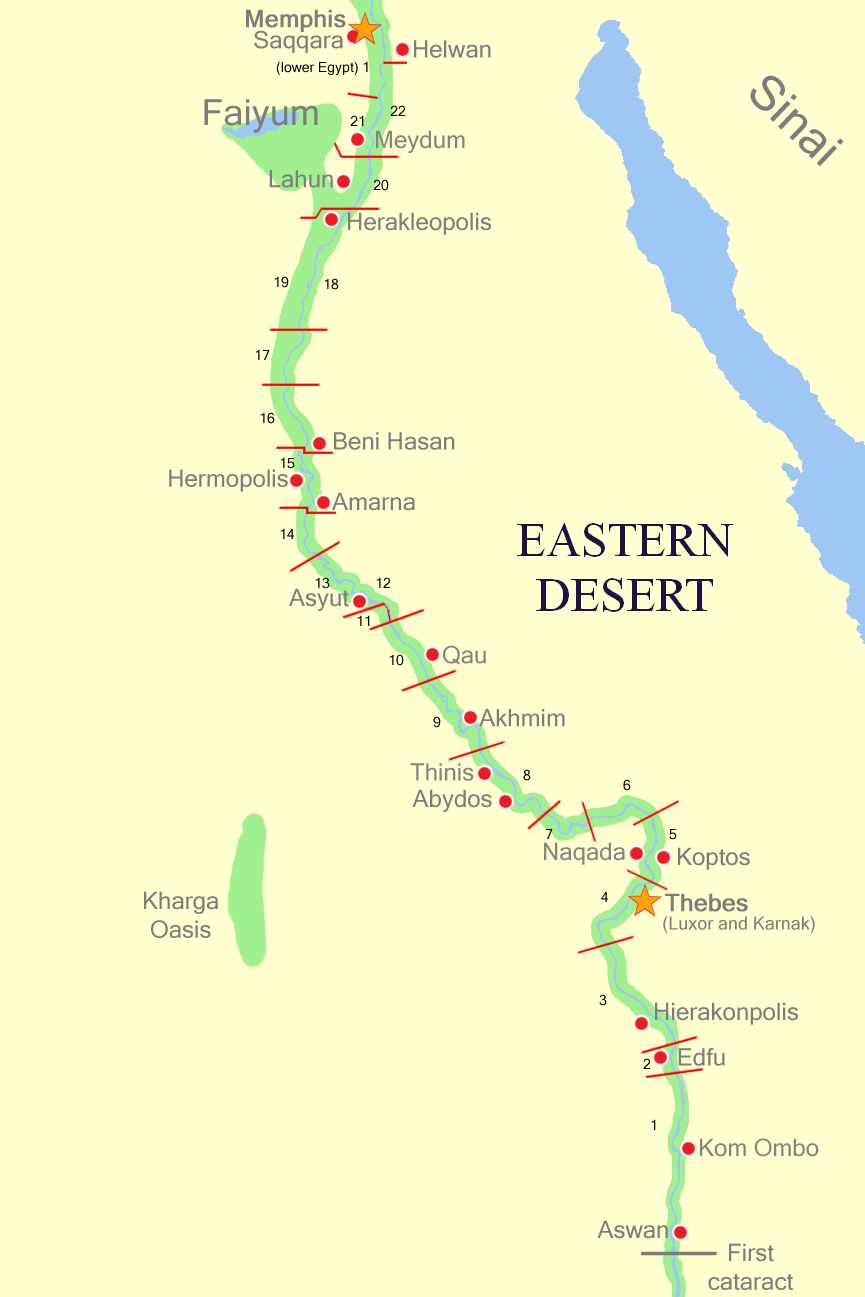
Mapa Horního Egypta s nomy a významnými místy osídlení

Horní Egypt je území v okolí řeky Nil od nilské delty až po Gebel el-Silsilu. V období před rokem 3000 př. n. l. bylo samostatným královstvím. Toto území bylo též nazýváno Bílá země.

## Království Horního Egypta

### Vznik
Potřeba spolupráce při každoroční snaze, co nejlépe využít nilské záplavy pro zúrodnění a zavlažování polí, vedla ke vzniku kmenových svazů z nichž později vzniklo království Horního Egypta a království Dolního Egypta.
Království Horního Egypta v hieroglyfech:
| S1 | M23 · X1 | G14 |

### Hlavní město
Historické hlavní město Nechen (řecky Hierakonpolis) se nacházelo na západním břehu Nilu a bylo centrem kultu starobylého sokolího boha Necheneje, který byl později ztotožněn se sokolím bohem Horem.
Při vykopávkách v letech 1897 až 1899 zde J.E. Quibell a F. W. Green nalezli v chrámu ve skrýši (tzv. hlavním depozitu) kamenné nádoby, sošky, Narmerovu paletu, Narmerovu palici a palici krále Štíra. Archeologové se domnívají, že většina těchto předmětů pochází z předdynastického období a později byla shromážděna a umístěna ve skrýši.
Druhou část hlavního města tvořilo předměstí Necheb, nacházející se na východním břehu Nilu. Dnes je toto místo nazýváno el-Káb a ochranným božstvem tohoto předměstí byla supí bohyně Nechbeta. Bylo to ochranné božstvo celého Horního Egypta a hrálo významnou roli při náboženských slavnostech.

### Znaky panovníka a země
Panovník Horního Egypta nosil bílou korunu. Hieroglyfickými znaky pro království Horního Egypta země byla panovníkova bílá koruna, znázornění supí bohyně Nechbet, ostřice a lotosový květ.

### Sjednocení Horního a Dolního Egypta
Území Dolního a Horního Egypta sjednotil král Meni (ztotožňovaný někdy s Narmerem nebo Hor-Aha).
Za jeho panování byl hlavním městem hornoegyptský Cinew (řecký název je Thinis/Meni založil také město Inebew-hedž (staroegyptsky Bílé zdi), které bylo později přejmenováno na Mennofer podle názvu blízké pyramidy faraona Pjopeje I., jejíž název byl Men nefer Pepi („Pepiho krása trvá“). Řecky se toto město nazývá Memfis.
Panovník po sjednocení nosil sjednocenou korunu Horního a Dolního Egypta.